# 兵庫県立浜坂高等学校温泉校
兵庫県立浜坂高等学校温泉校（ひょうごけんりつ はまさかこうとうがっこう おんせんこう）とは、兵庫県美方郡新温泉町（旧・温泉町）に所在した公立の高等学校。
生徒数の減少により2007年（平成19年）3月31日をもって閉校となった。

## 設置学科
- 普通科

## 所在地
- 〒669-6831 兵庫県美方郡新温泉町（旧・温泉町）竹田奥カンバセ931番地

## 沿革
- 1948年（昭和23年）10月1日 - 兵庫県立浜坂高等学校温泉分校設置[1]。
- 1978年4月1日 - 温泉分校が兵庫県立温泉高等学校として分離独立[1]。
- 2001年4月1日 - 兵庫県立温泉高等学校が兵庫県立浜坂高等学校温泉校となる[1]。
- 2005年4月1日 - 生徒募集停止[1]。
- 2007年3月31日 - 閉校[1]。

## 野球部
1970年（昭和45年）に創部されたが、部員の数が少なかったこともあり、中々全国高校野球選手権大会地方予選で初勝利をあげることができなかった。しかし、2002年（平成14年）夏、分校化のため「温泉高校」の名前で出場した最後の大会で、伊川谷高校を相手に1－0（延長10回）で勝ち、創部33年目にして地方予選で初勝利を挙げた。尚、地方予選32連敗というのは、当時御所東高校と並んで、日本タイ記録でもあった。（現在は、天王寺商業高校が39連敗（1973年 - 2011年）で日本記録。）
2003年（平成15年）に、浜坂高校野球部に吸収された。

## その他
校名に起因して、全国で唯一の温泉に関する勉強をする高校と勘違いされることがあった。